# Amazing Grace (film, 2006)
Amazing Grace je film o boju proti suženjstvu v Združenem kraljestvu ob koncu 18. stoletja, ki jo je vodil zagovornik odprave suženjstva William Wilberforce. Posnet je bil leta 2007 po režiji Michaela Apteda in se imenuje po pesmi Amazing Grace, ki jo je napisal John Newton.
William Wilberforce je s sodelovanjem in podporo prijateljev in sodelavcev dosegel po dvajsetih letih truda, prizadevanja in dela, da je britanska vlada odpravila suženjstvo leta 1807.

## Filmska zasedba
- Ioan Gruffudd - William Wilberforce
- Romola Garai - Barbara Ann Spooner
- Benedict Cumberbatch - William Pitt mlajši
- Albert Finney - John Newton
- Rufus Sewell - Thomas Clarkson
- Michael Gambon - Charles James Fox
- Youssou N'Dour - Olaudah Equiano
- Ciarán Hinds - Banastre Tarleton
- Toby Jones - William, Duke of Clarence
- Nicholas Farrell - Henry Thornton
- Sylvestra Le Touzel - Marianne Thornton
- Stephen Campbell Moore - James Stephen